# Rajarhat
Rajarhat è un sottodistretto (upazila) del Bangladesh situato nel distretto di Kurigram, divisione di Rangpur. Si estende su una superficie di 166,23 km² e conta una popolazione di 182.981 abitanti (censimento 2011).